# 강민국 (정치인)
강민국(姜旻局, 1971년 3월 3일~)은 대한민국의 정치인이며, 제21·22대 국회의원이다.

## 학력
- 봉곡국민학교 졸업
- 진주중학교 졸업
- 진주동명고등학교 졸업
- 진주전문대학 행정학 전문학사
- 경남대학교 법학 학사
- 경남대학교 법학 석사
- 2000~2002: 경남대학교 법학 박사
- 고려대학교 법무대학원 법학 중퇴

## 경력
- 1998~2000: 법무부 교정위원
- 진주국제대학교 경찰복지행정학부 조교수
- 2000~2005: 진주국제대학교 행정학부 교수
- 2010: 서울대학교 행정대학원 국가정책과정 수료
- 2011: 한국청년미래포럼 대표
- 법무법인 DLS 고문
- 진주전문대학 국제통상협력연구소 상임연구원
- 제7·10대 금헌학원 이사장
- 한나라당 중앙당 부대변인
- 새누리당 중앙당 상임전국위원
- 새누리당 중앙당 부대변인
- 2012년 2월~2012년 3월: 제19대 국회의원 선거 경남 진주시 을 새누리당 국회의원 예비후보
- 2013년~2014년: 홍준표 경상남도지사 비서실장, 경상남도청 정무보좌역
- 2014년 6월 4일: 제6회 전국동시지방선거 당선(민선 6기, 경남 진주시 제3선거구, 새누리당, 초선)
- 2018년 6월 13일: 제7회 전국동시지방선거 당선(민선 7기, 경남 진주시 제3선거구, 자유한국당, 재선)
- 2020년 4월 15일: 대한민국 제20대 국회의원 선거 당선(경남 진주시 을, 미래통합당, 초선)
- 2020. 6.~2020. 9. 미래통합당 경상남도당 진주시 을 당원협의회 위원장
- 2020. 7.~2020. 9. 미래통합당 사모펀드 비리방지 및 피해구제 특별위원회 위원
- 2020. 8.~2020. 9. 미래통합당 중앙윤리위원회 위원
- 2020. 9. 국민의힘 사모펀드 비리방지 및 피해구제 특별위원회 위원
- 2020. 9.~2021. 9. 국민의힘 경상남도당 수석부위원장
- 2020. 9.~ 국민의힘 경상남도당 진주시 을 당원협의회 위원장
- 2020. 9.~2023. 4. 국민의힘 중앙윤리위원회 위원
- 2020. 10. 국민의힘 정책위원회 정부정책 감시 특별위원회 위원
- 2020. 10. 국민의힘 라임옵티머스 권력비리게이트 특별위원회 위원
- 2020. 11. 국민의힘 지금부터 대표
- 2021. 5.~2022. 4. 국민의힘 원내대변인 겸 원내부대표
- 2021. 5. 국민의힘 가상자산(암호화폐) 특별위원회 위원
- 2021. 8. 국민의힘 국회부의장 및 상임위원장 선출 선거관리위원회 위원
- 2021. 9.~2024. 7. 국민의힘 경상남도당 원내수석부위원장
- 2021. 12.~2022. 1. 제20대 대통령 선거 국민의힘 윤석열 대통령 후보 선거대책위원회 조직총괄본부 부산울산경남본부장
- 2021. 12.~2022. 3. 제20대 대통령 선거 국민의힘 경남을 살리는 선거대책위원회 선거대책위원장단 공동선거대책위원장
- 2022. 1.~2022. 3. 제20대 대통령 선거 국민의힘 윤석열 대통령 후보 선거대책본부 조직본부 부산·울산·경남본부장
- 2022. 3.~2022. 5. 제8회 전국동시지방선거 국민의힘 경상남도당 공천관리위원회 부위원장
- 2022. 5.~2022. 6. 제8회 전국동시지방선거 국민의힘 시민이 힘나는 선거대책위원회 유세본부장
- 2023. 2.~2023. 4. 2023년 상반기 재보궐선거 국민의힘 경상남도당 공천관리위원회 위원장
- 2023. 3.~2023. 10. 국민의힘 수석대변인
- 2023. 9.~2023. 9. 2023년 하반기 재보궐선거 국민의힘 서울특별시 강서구청장 재보궐선거 공천관리위원회 위원
- 2024. 2.~2024. 3. 제22대 국회의원 선거 국민의힘 경상남도당 공천관리위원회 위원장
- 2024. 3.~2024. 4. 제22대 국회의원 선거 국민의힘「국민 희망의 길」 경남선거대책위원회 우주항공청출범대책특별위원회 공동위원장
- 2024년 4월 15일: 대한민국 제22대 국회의원 선거 당선(경남 진주시 을, 국민의힘, 재선)
- 2024. 8.~ 국민의힘 포털 불공정 개혁 TF 위원장
- 2025. 1.~2025. 2. 2025년 재보궐선거 국민의힘 경상남도당 공천관리위원장
- 2025. 4.~: 국민의힘 SKT 소비자 권익 및 개인정보보호 태스크포스 위원
- 2025. 5.~2025. 6.: 제21대 대통령 선거 국민의힘 김문수 대통령 후보 공보단장
- 2025. 5.~2025. 6. 제21대 대통령 선거 국민의힘 김문수 대통령 후보 경상남도당 선거대책위원회 공동선거대책위원장
- 2025. 7.~ 국민의힘 경상남도당 위원장

### 의정 활동
- 2014년 7월 1일~2018년 6월 30일: 제10대 경상남도의회 의원(민선 6기, 경남 진주시 제3선거구, 새누리당→자유한국당, 초선)
- 2018년 7월 1일~2020년 1월: 제11대 경상남도의회 의원(민선 7기, 경남 진주시 제3선거구, 자유한국당, 재선)
  - 2018년 7월 1일~2020년 1월: 제11대 경상남도의회 전반기 건설소방위원회 위원장
- 2020년 5월 30일~2024년 5월 29일: 제21대 국회의원(경남 진주시 을, 미래통합당→국민의힘, 초선)
  - 2020년 7월~2022년 5월: 제21대 전반기 정무위원회 위원
  - 2020년 7월~2024년 5월: 국회 글로벌외교안보포럼 구성의원
  - 2020년 7월~2024년 5월: 자유경제 포럼 구성의원
  - 2020년 7월~2024년 5월: 한중차세대리더포럼 연구책임의원
  - 2021년 6월~2022년 5월: 제21대 국회 전반기 운영위원회 위원
  - 제21대 국회 전반기 운영위원회 예산결산심사소위원회 위원
  - 제21대 국회 전반기 정무위원회 법안심사제1소위원회 위원
  - 제21대 국회 전반기 정무위원회 예산결산심사소위원회 위원
  - 2021년 11월~2022년 4월: 제21대 국회 중앙선거관리위원회 위원(문상부) 선출에 관한 인사청문특별위원회 위원
  - 2021년 12월~2022년 5월: 제21대 국회 정치개혁 특별위원회 위원
  - 2022년 7월~2022년 10월: 제21대 국회 민생경제안정특별위원회 위원
  - 2022년 7월~2024년 1월: 제21대 후반기 정무위원회 위원
    - 제21대 국회 후반기 정무위원회 법안심사제1소위원회 위원
    - 제21대 국회 후반기 정무위원회 예산결산심사소위원회 위원

  - 2022년 7월~2023년 5월: 제21대 국회 후반기 예산결산특별위원회 위원
  - 2022년 8월~2023년 1월: 제21대 국회 정치개혁특별위원회 위원
  - 2024년 1월~ 2024년 5월: 제21대 후반기 정무위원회 간사
    - 제21대 국회 후반기 정무위원회 법안심사제1소위원회 위원
    - 제21대 국회 후반기 정무위원회 예산결산심사소위원회 위원
- 2024년 5월 30일~: 제22대 국회의원(경남 진주시 을, 국민의힘, 재선)
  - 2024년 6월~: 제2기 국회지역균형발전포럼 연구위원
  - 2024년 6월~: 제22대 국회 전반기 정무위원회 간사
    - 제22대 국회 전반기 정무위원회 법안심사제1소위원회 위원
    - 제22대 국회 전반기 정무위원회 법안심사제2소위원회 위원장

  - 2024년 6월~2024년 12월: 제22대 국회 전반기 국회운영위원회 위원
    - 제22대 국회 전반기 국회운영위원회 청원심사소위원회 위원

  - 대한민국 미래혁신포럼 구성의원
  - 국회 글로벌외교안보포럼 구성의원
  - 국회 인공지능 포럼 : 첨단기술과 사회·문화적 가치의 정립 구성의원

## 가족
- 아버지: 강신화

## 역대 선거 결과
|  | 75.31% |

|  | 53.29% |

|  | 59.02% |

|  | 56.13% |

## 소속 정당
| 소속 정당 | 소속 정당      | 소속 기간 | 비고      |
| --------- | -------------- | --------- | --------- |
|           | 새정치국민회의 | 1998~2000 | 정계 입문 |
|           | 새천년민주당   | 2000      | 합당      |
|           | 무소속         | 2000      | 탈당      |
|           | 한나라당       | 2000~2012 | 입당      |
|           | 새누리당       | 2012~2013 | 당명 변경 |
|           | 무소속         | 2013~2014 | 탈당      |
|           | 새누리당       | 2014~2016 | 복당      |
|           | 무소속         | 2016~2017 | 탈당      |
|           | 바른정당       | 2017      | 창당      |
|           | 무소속         | 2017      | 탈당      |
|           | 자유한국당     | 2017~2020 | 복당      |
|           | 미래통합당     | 2020      | 합당      |
|           | 국민의힘       | 2020~현재 | 당명 변경 |

## 같이 보기
- 진주시 을
- 진주시의 국회의원